# Altino
Altino (Davëdìnë in abruzzese) è un comune italiano di 2 985 abitanti della provincia di Chieti in Abruzzo.

## Geografia fisica
Altino è un comune della provincia di Chieti, situato su uno sperone roccioso che domina la valle dell'Aventino, testimoniato dal massiccio di roccia ammirabile dalla chiesa di Santa Maria del Popolo a monte della confluenza tra il fiume Sangro e il fiume Aventino, ai piedi del Monte Calvario, a 345 m s.l.m. 
Altino domina un'ampia distesa valliva, ricca di orti e frutteti nella parte bassa, di vigne ed ulivi nella zona collinare.
La leggenda narra che quando si doveva costruire Altino, la regina Giovanna, che abitava il castello di Archi, non lo lasciò costruire sul Monte Calvario poiché ella da Archi non riusciva a controllare con i cannoni Casoli, quindi obbligò la popolazione a costruire su uno sperone roccioso ai piedi del Monte.

## Storia
Secondo una leggenda Altino sarebbe stata fondata nel 452 da profughi veneti sfuggiti ad Attila, che incendiò il porto militare romano ad Altinum, i quali sarebbero approdati alla foce del fiume Sangro e, vista la roccia immersa nel verde dei boschi (ora Altino), l'avrebbero scelta come luogo ideale per porvi un villaggio. Lo sperone roccioso prescelto era difeso da tre fiumi che, con i loro acquitrini, formavano un efficace fossato difensivo naturale.
L'origine del borgo risale all'epoca medievale e lo testimoniano i caratteristici vicoli che lo attraversano. Una prima attestazione nei documenti storici risale al XII secolo. Nel periodo normanno Altino fu feudo di Boemondo I d'Antiochia, Conte di Manoppello e Giustiziere di Chieti. Nel 1320, nelle cedole della tassazione onciaria angioina di quell'anno, il borgo fu valutato per 7 once, 29 tarì e 1 grana. Nella prima metà del XV secolo Altino appartenne alla Signoria di Raimondo d'Annecchino, venuto in Abruzzo al seguito di Antonio Caldora. La famiglia Annecchino tenne il castello fino al 1534; in seguito, forse per estinzione del casato, Altino pervenne in donazione a Don Diego De Mocciacao. Successivamente sotto la Signoria di Alvaro de Grado, poi passò a far parte delle ricchezze dei Portocarrero a titolo ereditario. Nel 1561 l'intero borgo fu venduto a Giovanni Vincenzo Crispano. Nel 1613 Altino passò in proprietà al barone Furia di Atessa. Nel 1691 andò, per 5.000 ducati, alla famiglia Paolucci di Napoli. Subì saccheggi e scorrerie, ad opera dei briganti, alla fine del regno delle Due Sicilie. Nel dopoguerra, grazie alla bonifica del fiume Sangro, la popolazione si è trasferita sempre di più dal centro storico in collina alla frazione di Selva, che oggi è sede di numerose industrie.

## Monumenti e luoghi d'interesse

### Architetture religiose

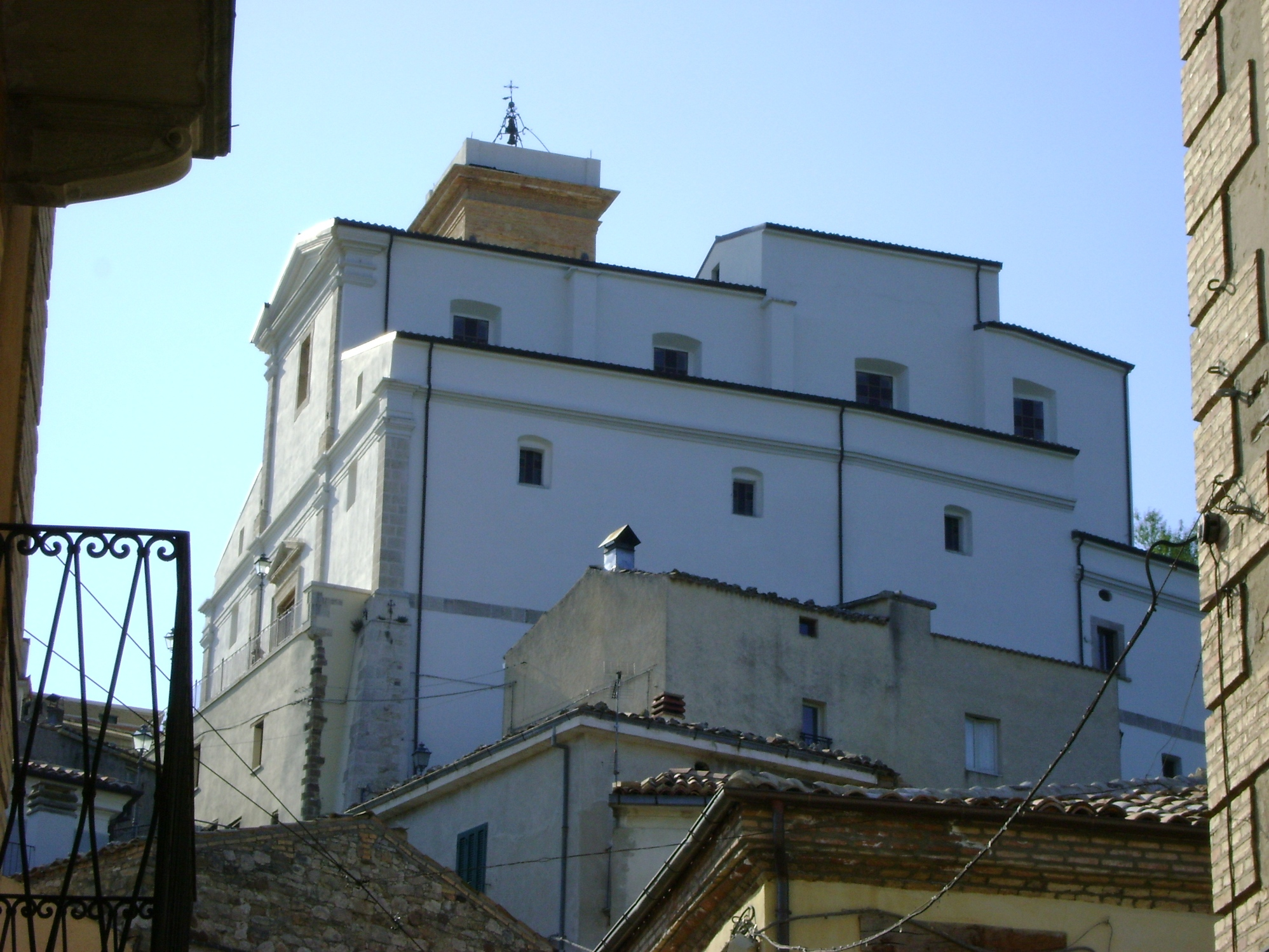
Parrocchia della Madonna del popolo

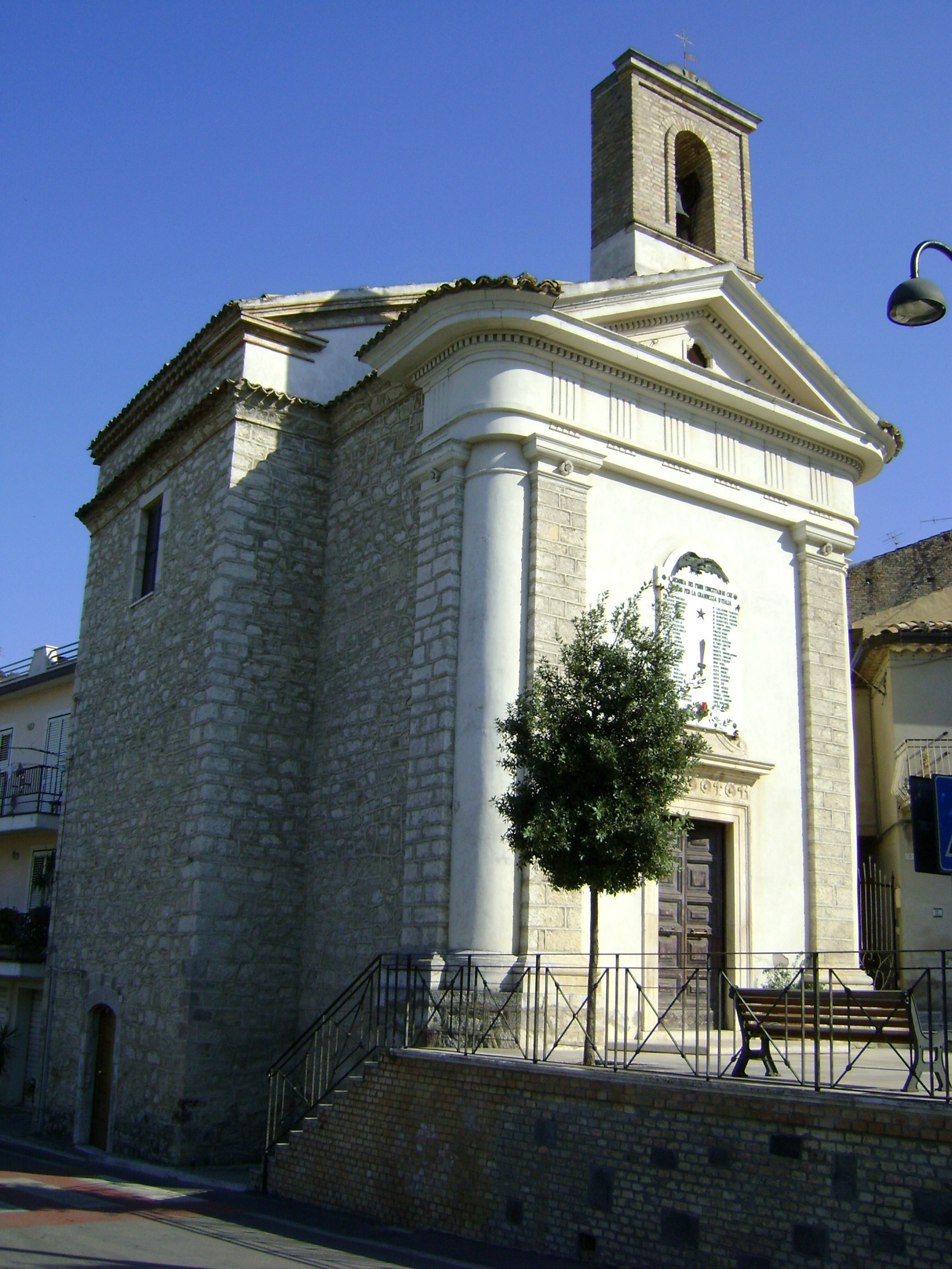
La chiesa di San Rocco

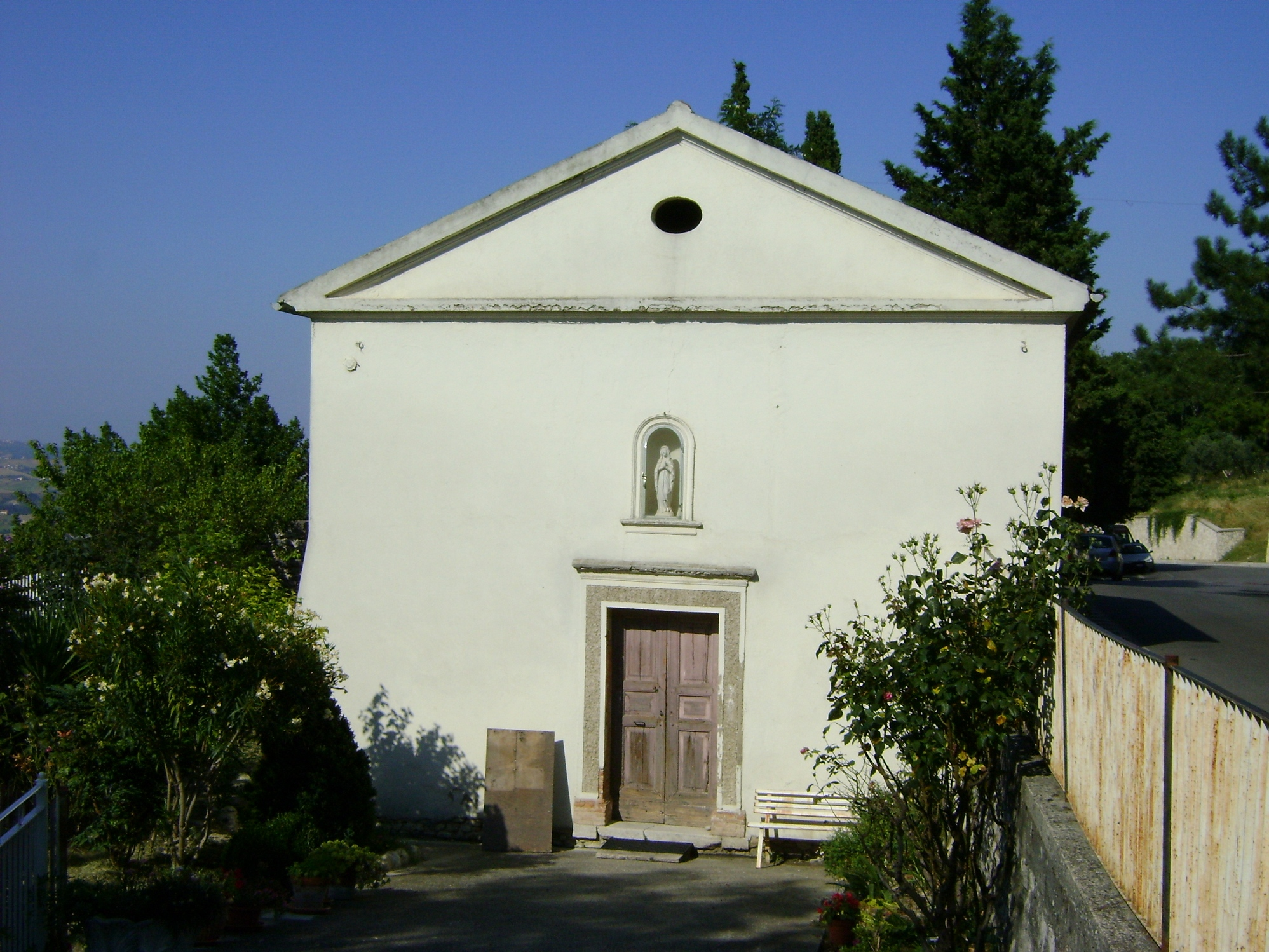
La chiesa della Madonna delle Grazie

- Chiesa della Madonna delle Grazie: chiesetta appena fuori il paese edificata, edificata nel XX secolo sui resti del preesistente edificio, risalente all'epoca medioevale, di cui non restano tracce significative. La facciata è sobria, intonacata in bianco, e presenta al centro il portale architravato sormontato da una cornice classica. All'interno è collocata una statua in gesso raffigurante la Madonna; una tavola risalente al 1355 decora una parete.[6]
- Chiesa parrocchiale di Santa Maria del Popolo: la prima notizia dell'edificio è del XIV secolo, e i successivi lavori di restauro, effettuati in epoca rinascimentale e barocca non ne hanno preservato le tracce originarie. La facciata, rivestita da intonaco bianco, è suddivisa in tre parti da paraste squadrate in pietra e presenta un unico portale, sormontato da un timpano. L'interno è a tre navate suddivisi da pilastri. La navata centrale, con volta a botte, si conclude con l'abside, mentre le navate laterali sono sormontate da volte a vela. Le pareti sono decorate da raffigurazioni barocche, in stucco bianco, appena ravvivato con sfumature di vari colori. L'altare è realizzato mediante due ordini di colonne corinzie poggiante su delle mensole con trabeazione.[7]

- Chiesetta di San Rocco è situata al di fuori della cinta muraria: costruita verosimilmente tra il XV ed il XVI secolo, è stata restaurata in più parti. La facciata è simil tempio diastilo con lesene con capitelli dorici sostenenti una trabeazione classica, ornata da un fregio avente tema di triglifi e timpano triangolare. In cima al tetto vi è un campanile a vela. L'interno è composto da un ordine di paraste in stile ionico ed una trabeazione che delimita tutto il perimetro della chiesa. L'altare è delimitato da colonne ioniche e da una trabeazione.[8]Conserva la statua della Madonna col Bambino, e di interesse una tela del XVII secolo della Beata Vergine del Rosario.
- Chiesa della Madonna del Rosario: è la parrocchia della contrada Selva di Altino, realizzata negli anni '90. Ha impianto rettangolare con portico,  l'interno conserva la statua della Madonna col Bambino. La festa si celebra la seconda settimana di maggio.

### Architetture civili
- Palazzo Sirolli: situato in posizione alta, nel centro storico, è di epoca ignota anche se è ipotizzabile che la prima edificazione sia collocabile tra il XVII secolo ed il XVIII secolo; sulla facciata sono presenti le tracce dei contrafforti di consolidamento successivi. I muri sono realizzati in pietra sbozzata e ciottoli lavorati e rafforzati agli angoli da conci. Le aperture sono realizzate con soglie di pietra in modanature classiche. Il coronamento è suddiviso in tre fasce di romanelle.[9]
- Fontana monumentale: si trova in località Fonte, è risalente al 1558, data incisa in cifre romane sul monumento stesso, è caratterizzata da due cannelle con teste umane. Si presenta, a seguito di una recente attività di recupero, in ottimo stato di conservazione. La vasca è sormontata da una cornice in pietra delineante una copertura a volta a botte in ciottoli uniti da malta; due piccoli pilastri a capitello sorreggono un'arcata.[10]
- Vari esempi di architettura contadina; questa è inoltre la zona di diffusione del pagliare a struttura conica. Si trovano nel centro storico e sparse nelle vicinanze, in località Sant'Angelo e in località Fonte.
- Villa Di Lallo, nota come la Silvestrina per le sue caratteristiche architettoniche. Si trova in posizione elevata S in colle, lungo la strada omonima.

### Aree naturali
- La sorgente sulfurea in contrada Briccioli.
- Il massiccio di roccia ammirabile dalla chiesa di Santa Maria del Popolo.
- L'immenso patrimonio paesaggistico del lago di Serranella.

## Società

### Evoluzione demografica
Abitanti censiti

## Cultura

### Eventi
- Festival del Peperone Dolce di Altino e dell'Oasi di Serranella (ultimo weekend di agosto)
- Festa della Madonna delle Grazie (15 e 16 maggio)
- Festa dei Santi Medici Cosma e Damiano (26 e 27 settembre): per la festa dei Santi Medici si ripete nei paesi di Altino, Lentella e Roccascalegna l'uso dei donativi cereali ed alimentari, offerti per grazia ricevuta.

### Museo del Peperone dolce
Allestito nel 2017, in un palazzo storico alla fine di via Roma, è dedicato alla storia della coltivazione del prodotto tipico di Altino, detto popolarmente "cap'ammond" (testa all'insù). Si conservano anche attrezzi antichi usati per la lavorazione, visitabile su prenotazione, è aperto gratuitamente durante la festa del Peperone in agosto.

## Geografia antropica

### Frazioni e località
Briccioli, Sant'Angelo, Fonte, Luzio, Mandrella, Rio Secco, Scosse, Colli e Selva di Altino che è il nucleo abitato più popoloso del comune.